# Aaron Eckhart
Aaron Edward Eckhart (Cupertino, 12 de março de 1968) é um ator americano-britânico de cinema e teatro. Nascido na Califórnia, mudou-se para a Inglaterra aos treze anos, acompanhando sua família. Anos mais tarde, deu início à sua carreira em peças escolares, antes de se mudar para Sydney, Austrália, para cursar o último ano do ensino médio; não chegou, no entanto, a se formar, e obteve seu diploma através de um curso de educação para adultos, formando-se em seguida na Universidade Brigham Young (BYUH) em 1994, com um diploma de Bachelor of Fine Arts em Cinema. Por boa parte da década de 1990 viveu em Nova York como um ator em busca de emprego.
Enquanto estudava na Brigham Young, Eckhart conheceu o diretor e roteirista Neil LaBute, que o escalou em diversas de suas peças teatrais. Cinco anos mais tarde, Eckhart estreou no cinema no papel de um conquistador sociopático numa comédia de humor negro de LaBute chamada In the Company of Men, de 1997. Sob a orientação de LaBute trabalhou em diversos outros filmes, como Your Friends & Neighbors (1998), Nurse Betty (2000) e Possession (2002). Desde então Eckhart escolheu papéis em filmes dos mais diferentes estilos, de ficções científicas como The Core (2003) e Paycheck (2003) a dramas românticos como Conversations with Other Women (2006) e No Reservations (2007).
Eckhart conquistou reconhecimento no papel de George no filme Erin Brockovich (2000), sucesso de crítica de Steven Soderbergh, e recebeu, em 2006, uma indicação para o Globo de Ouro de melhor ator por sua interpretação de Nick Naylor em Thank You for Smoking. Em 2008 estrelou em The Dark Knight, produção de grande orçamento na qual interpretou o promotor público Harvey Dent. Dois anos mais tarde protagonizou, ao lado da atriz Nicole Kidman, o filme Rabbit Hole.

## Biografia
Eckhart nasceu em Cupertino, Califórnia, filho de Mary Martha Eckhart (nascida Lawrence), uma poetisa e autora de livros infantis, e James Conrad Eckhart, um executivo da área de informática. É o mais novo de três irmãos. Foi criado como membro da Igreja de Jesus Cristo dos Santos dos Últimos Dias (popularmente conhecida como Igreja Mórmon), e serviu como missionário da igreja na França e na Suíça.
A família de Eckhart se mudou em 1981 para a Inglaterra, devido à profissão de seu pai. A família morou em Surrey, no sudeste do país, primeiro na cidade de Walton-on-Thames, e posteriormente em Cobham. Enquanto vivia na Inglaterra, Eckhart frequentou a American Community School, conhecida atualmente como ACS International Schools, onde teve seu primeiro contato com a atuação, estrelando uma produção escolar no papel de Charlie Brown. Em 1985 mudou-se para Sydney, Austrália, onde frequentou a American International School of Sydney em seu último ano no ensino médio; lá, desenvolveu ainda mais suas habilidades como ator em peças como Esperando Godot, embora admita que tenha sido uma produção "terrível". Durante a primavera de sua temporada escolar, no entanto, Eckhart abandonou os estudos para trabalhar no cinema de um shopping center local. Acabou por obter seu diploma através de um curso de educação para adultos. Isto deu a Eckhart tempo para aproveitar um ano esquiando e surfando no Havaí e na costa da França. Em 1988, Eckhart retornou aos Estados Unidos e se inscreveu num curso de graduação em cinema na Universidade Brigham Young do Havaí, porém posteriormente transferiu-se para a Universidade Brigham Young em Provo, Utah. Formou-se em 1994 com um diploma de Bachelor of Fine Arts

### Vida profisional

#### Início de carreira
Ainda na Universidade Brigham Young, Eckhart apareceu num filme de temática mórmon, papel que marcou sua estreia profissional. Na época, conheceu o diretor e roteirista Neil LaBute, que viria a escalá-lo para diversos papéis em suas próprias peças originais. Após se formar na UBY, mudou-se para Nova York, onde contratou um agente e trabalhou em diversas ocupações, em bares, como motorista de ônibus, e em construções. Seus primeiros papéis na televisão foram em anúncios publicitários. Em 1994 apareceu como figurante na série dramática de televisão Beverly Hills, 90210 (conhecida no Brasil como Barrados no Baile, e em Portugal como Febre Em Beverly Hills). Em seguida atuou em reencenações para documentários (Ancient Secrets of the Bible: Samson), filmes para a televisão, e em programas de televisão de curta duração, como Aliens in the Family.
Em 1997 Eckhart recebeu o convite de LaBute para estrelar numa adaptação cinematográfica de uma de suas peças, In the Company of Men. Nela, interpretou um trabalhador de colarinho branco que tenta conquistar uma colega de trabalho surda, conquista seu afeto, e subitamente a abandona. O filme, primeira obra da qual participou a chegar aos cinemas, foi bem-recebida pela crítica, com críticos como Desson Howe, do The Washington Post, escrevendo que Eckhart era a "presença mais maligna do filme" e que ele "estava arrepiantemente em comando, como uma espécie de príncipe satânico de mangas arregaçadas. In the Company of Men foi um sucesso de crítica, conquistando o prêmio de melhor filme de estréia na 63ª edição do New York Film Critics Circle Award. Sua performance lhe rendeu o Independent Spirit Award na categoria de melhor performance de estréia. O filme foi incluído na lista de "25 filmes mais perigosos" compilada pela revista Premiere.
No ano seguinte estrelou em outro longa-metragem de LaBute, Your Friends & Neighbors (1998), como Barry, um marido sexualmente frustrado num casamento problemático; Eckhart teve que engordar especialmente para o papel. Em 1999 atuou ao lado de Elisabeth Shue em Molly, uma comédia dramática romântica na qual interpretou o irmão egocêntrico de uma mulher autista que é curada por uma cirurgia. Eckhart também interpretou um técnico de futebol americano, um coordenador ofensivo, no filme Any Given Sunday, de Oliver Stone.

#### Sucesso de crítica
Eckhart conquistou grande exposição em 2000 no papel de George, um motociclista com rabo de cavalo e cavanhaque no drama Erin Brockovich, de Steven Soderbergh. O filme obteve uma avaliação razoável pelos críticos, porém foi um sucesso de bilheteria, arrecadando 256 milhões de dólares ao redor do mundo. Sua performance foi bem-recebida pelso críticos: Owen Gleiberman, da Entertainment Weekly, escreveu que Eckhart "pode estar interpretando uma espécie de ideal [...] porém ele torna a bondade tão palpável quanto ele havia feito com o mal yuppie em 'In the Company of Men'." Numa entrevista feita em agosto de 2004, Eckhart alegou que estava sem trabalhar por quase um ano antes de receber o papel no filme. "Senti como se estivesse me afastando do que eu queria fazer como ator. [...] Tirei uma folga de nove meses, porém não foram férias. Claro, eu não ganhei dinheiro algum por nove meses, porém todos os dias eu lia roteiros, produzia meu próprio material, fazia reuniões, trabalhava em meu ofício."

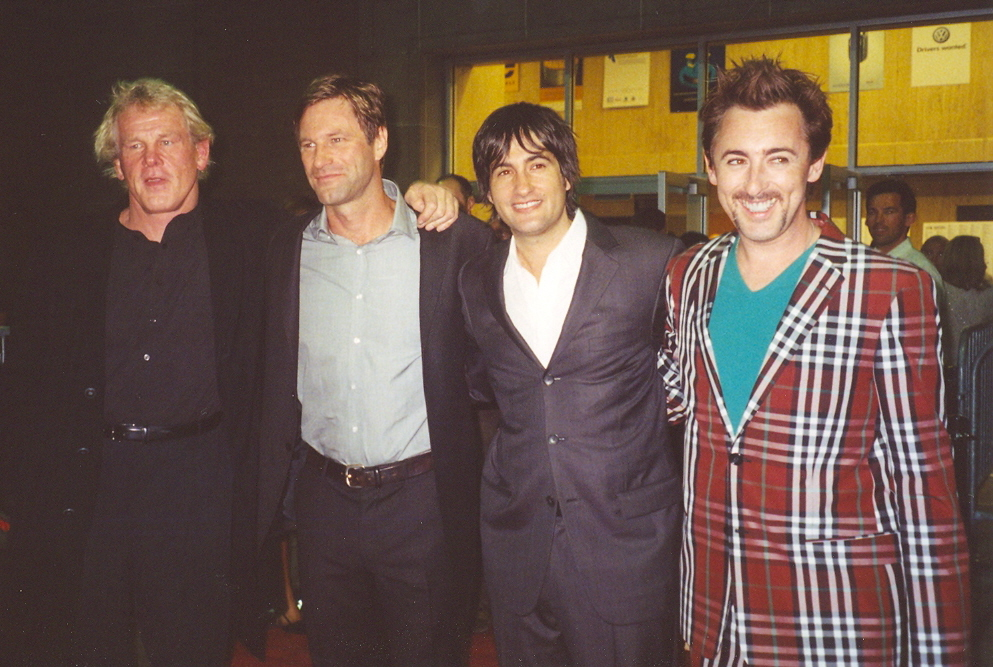
Nick Nolte, Eckhart, Joshua Michael Stern e Alan Cumming promovendo Neverwas, na edição de 2005 do Festival Internacional de Cinema de Toronto.

Após o lançamento de Erin Brockovich, Eckhart co-estrelou com Renée Zellweger em Nurse Betty, de LaBute (2000). Em seguida apareceu no filme de mistério The Pledge (2001), de Sean Penn, no qual interpretou um jovem detetive a quem é designado um parceiro mais experiente (Jack Nicholson). O filme recebeu críticas favoráveis, no geral, porém não foi um grande sucesso de bilheterias. No ano seguinte, colaborou com LaBute numa adaptação para o cinema do romance Possession (2002), vencedor do Prêmio Man Booker. Em 2003 Eckhart atuou com Hilary Swank em The Core, um filme sobre um geofísico que tenta detonar um artefato nuclear para salvar o mundo da destruição. O filme foi um fracasso de crítica e público. Também em 2003 apareceu em The Missing, filme no qual interpretou o amante de Cate Blanchett, e o suspense de ação Paycheck, ao lado de Ben Affleck. O filme, baseado num conto do autor de ficção científica Philip K. Dick, obteve uma recepção negativa. O crítico cinematográfico Roger Ebert, do Chicago Sun-Times, deu ao filme duas estrelas (de quatro), afirmando tê-lo "apreciado" porém sentido que ele "explorava a ação e o potencial da trama [da história de Dick], sem no entanto jamais o desenvolver."
No ano seguinte, afastado dos cinemas, atuou como convidado em dois episódios da sitcom de comédia Frasier, na qual interpretou um namorado de Charlotte, mulher pela qual o Frasier Crane está interessado. Seu próprio papel no cinema foi no suspense Suspect Zero, de E. Elias Merhige, longa-metragem sobre um agente do FBI que rastreia um matador de assassinos em série. Ao ser lançado, o filme obteve críticas negativas; a performance de Eckhart, no entanto, foi elogiada pelos críticos: o Newsday, por exemplo, escreveu que ele era um "protagonista de beleza clássica", e que o diretor teria exigido dele "complexidade e angústia". Suspect Zero foi um fracasso de bilheterias, conquistando apenas 11 milhões de dólares ao redor do mundo. Também em 2004, Eckhart atuou no teatro em Londres, ao lado de Julia Stiles, na peça Oleanna, de David Mamet, no Teatro Garrick. A peça foi encenada até meados de 2004, e Eckhart recebeu críticas favoráveis. Em 2005 retornou ao cinema, aparecendo em Neverwas no papel de um psicanalista que aceita um emprego num hospital psiquiátrico decadente onde seu pai (Nick Nolte) havia sido tratado. O longa-metragem, no entanto, nunca foi lançado nos cinemas, saindo diretamente em DVD em 2007.

#### Reconhecimento
Seu próximo projeto foi Thank You for Smoking, no qual interpretou Nick Naylor, um lobista da indústria do tabaco que pesquisa a ligação entre os cigarros e o câncer de pulmão. Eckhart afirmou que encarou o trabalho como um desafio: "você tem que dizer estas palavras loucas com um sorriso em seu rosto e fazer a audiência gostar de você. A uma determinada altura eu estou participando de um talk show com um garoto que está morrendo de câncer, passando por quimioterapia e tudo o mais, e eu distorço a coisa de tal maneira que os anti-tabagistas saem como os malvados e eu como o herói, e passo a ser o melhor amigo deste cara." O filme foi exibido pela primeira vez numa apresentação especial na 30ª edição do Festival Internacional de Cinema de Toronto de 2005.
O filme teve um lançamento limitado em março de 2006, e foi lançado mundialmente no mês seguinte. Eckhart recebeu uma indicação ao Globo de Ouro de melhor ator em longa-metragem musical ou de comédia pela sua atuação. Já o USA Today publicou que ele teria dado uma performance "destacada", citando que o personagem Nick Naylor era "agradável até mesmo em seu cinismo." Na crítica do filme no Seattle Post-Intelligencer, "sob seu sorriso amigo porém sem compaixão" Eckhart irradiava charme e "as verdadeiras alegrias de Naylor: argumentos manipulativos, conduzir debates, manipular palavras."
No mesmo ano, atuou com Helena Bonham Carter em Conversations with Other Women (2006). Ao promover o filme, Eckhart revelou que não desejava ficar preso a um mesmo tipo de papel ou se repetir, afirmando não desejar mais interpretar vilões. Apareceu no film noir The Black Dahlia, de 2006 — baseado num crime real de 1947 — no papel do sargento Leland "Lee" Blanchard, um detetive que investiga o assassinato de Elizabeth Short, conhecida posteriormente como a "Dália Negra" (Black Dahlia). A estreia do filme ocorreu na 63ª edição do Festival Internacional de Cinema de Veneza. A recepção do filme foi mesclada, porém diversos críticos elogiaram a performance de Eckhart: a revista Time Out louvou as atuações de Eckhart e Swank, afirmando que "...ambos [são] ótimos em seus papéis secundários."
Reconhecido internacionalmente como um símbolo sexual, foi incluído na lista das 100 pessoas mais bonitas de 2006 da revista People. No ano seguinte, Eckhart foi convidado para fazer pare da Academia das Artes e Ciências Cinematográficas (Academy of Motion Picture Arts and Sciences). Atuou em No Reservations (2007), uma refilmagem da comédia romântica alemã Mostly Martha, de 2001, interpretando um chef ao lado de Catherine Zeta-Jones. O filme recebeu críticas ambíguas, e foi comparado de maneira desfavorável ao filme original. Em 2008 estrelou a comédia Meet Bill, no qual interpreta o personagem epônimo, um executivo triste que trabalha no banco de seu sogro. Eckhart engordou 13 quilos e vestiu um terno feito especialmente para o papel.

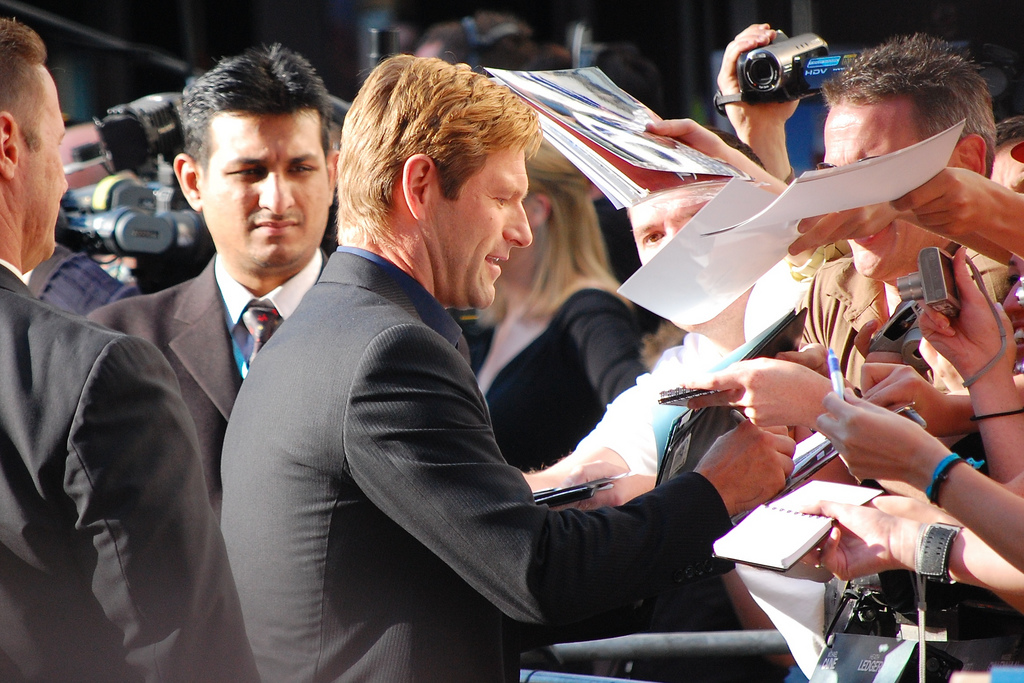
Eckhart dando autógrafos para fãs durante a promoção de The Dark Knight, em 2008.

No mesmo ano, Eckhart interpretou o personagem Harvey Dent/Duas-Caras (Two-Face), no filme The Dark Knight, de Christopher Nolan, continuação de Batman Begins, de 2005. A decisão de Nolan de chamar Eckhart para o papel teria tido base nos personagens corruptos interpretados por ele em filmes como In the Company of Men, The Black Dahlia e Thank You For Smoking. Ao comentar sua interpretação do personagem, Eckhart afirmou que "[Dent] ainda é fiel a si mesmo. Ele é um combatente do crime, ele não está matando pessoas boas. Ele não é um cara mau, não inteiramente", admitindo: "tenho interesse pelos caras bons que dão errado." The Dark Knight foi um grande sucesso de crítica e público, estabelecendo um novo recorde de bilheterias em fins de semana na América do Norte. Com uma receita de 1 bilhão de dólares ao redor do mundo, tornou-se o quarto filme de maior bilheteria de todos os tempos, e o mais rentável de toda a sua carreira. Roger Ebert escreveu que Eckhart teria feito um trabalho "especialmente bom" no longa-metragem, e a revista Premiere também elogiou sua performance, afirmando que ele "faz você acreditar em sua malfadada ambição ... de transformar-se no maquinador Duas-Caras."
Após o sucesso de The Dark Knight, Eckhart apareceu no filme Towelhead (2008), de Alan Ball, uma adaptação do romance homônimo de Alicia Erian, no qual ele interpretou um reservista do exército americano durante a Guerra do Golfo que abusa sexualmente de seu vizinho, uma árabe-americana de 13 anos. O filme foi exibido com o título de Nothing is Private na edição de 2007 do Festival Internacional de Toronto. Ao receber o convite para o papel, Eckhart revelou que não queria interpretar um "pedófilo"; Ao ser consultado sobre as cenas de sexo, afirmou: "foi um período difícil .... O que eu fiz foi confiar de verdade em Alan. Estava nas palavras. Eu confiei de verdade em [[Summer Bishil|Summer [Bishil]]], e tentei fazer com que ela confiasse em mim, construisse uma relação quando estivéssemos fazendo cenas físicas. Nós as ensaiávamos de maneira mecânica, e eu dizia: 'ok, agora vou colocar minha mão aqui, agora vou fazer isto.' ... creio que fui eu quem achou mais difícil." Towelhead não teve sucesso nem financeiro nem entre os críticos.
Em seguida atuou com Jennifer Aniston no drama romântico Love Happens, lançado em setembro de 2009, interpretando um orador motivacional tentando lidar com seu próprio luto. O filme recebeu críticas ambivalentes: para o crítico do Orlando Sentinel, Eckhart teria atuado de maneira "quebrada" durante todo o filme. No ano seguinte co-estrelou com Nicole Kidman o filme Rabbit Hole (2010), uma adaptação do drama homônimo de 2005 de David Lindsay-Abaire. O longa-metragem estreou na edição de 2010 do Festival de Toronto. Em 2011 Eckhart estrelou o filme de ficção científica Battle: Los Angeles, de Jonathan Liebesman, no qual interpretou um sargento veterano dos fuzileiros navais americanos; o filme, que se passa em Los Angeles nos dias de hoje, segue um pelotão de Marines americanos durante uma invasão de alienígenas à Terra; este grupo de soldados, juntamente com um sargento das forças especiais da força aérea e alguns soldados de infantaria do exército, têm de combater o inimigo extraterrestre na cidade. Também apareceu ao lado de Johnny Depp, Richard Jenkins e Amber Heard em The Rum Diary, dirigido por Bruce Robinson, adaptação para o cinema da obra homônima de Hunter S. Thompson. No filme, Eckhart interpreta Sanderson, um rico proprietário de terras que acredita que tudo tem um preço, e que apresenta Paul Kemp (Depp) a um padrão diferente de vida.
Recentemente Eckhart declarou desejar trabalhar no futuro com Jeff Bridges e Angelina Jolie.

### Vida pessoal
Eckhart já foi noivo da atriz Emily Cline, que conheceu durante as filmagens de In the Company of Men, porém ambos se separaram em 1998. Sempre relutante em falar sobre suas relações amorosas em entrevistas, o ator também namorou Kristy Osborn, compositora de música country e integrante do grupo SHeDAISY, de 2006 a 2007, tendo aparecido no videoclipe da canção "I'm Taking the Wheel".
Em diversas entrevistas Eckhart falou sobre suas crenças, seu modo de vida, e suas ambições futuras para a carreira. Durante entrevista ao Entertainment Weekly sobre sua fé mórmon, revelou: "tenho certeza que as pessoas acham que eu sou um mórmon, mas eu não sei se ainda sou um mórmon, sabe? Para ser honesto, para ser perfeitamente claro, eu seria um hipócrita se dissesse que ainda sou, porque eu não tenho vivido naquele estilo de vida por tantos anos." Em outras entrevistas ele divulgou que, através da hipnose, teria deixado de beber e fumar, e que em seu tempo livre gosta de fotografia. Durante uma entrevista com a revista Parade, Eckhart revelou que antes de começar a atuar, queria ser um compositor.

## Carreira

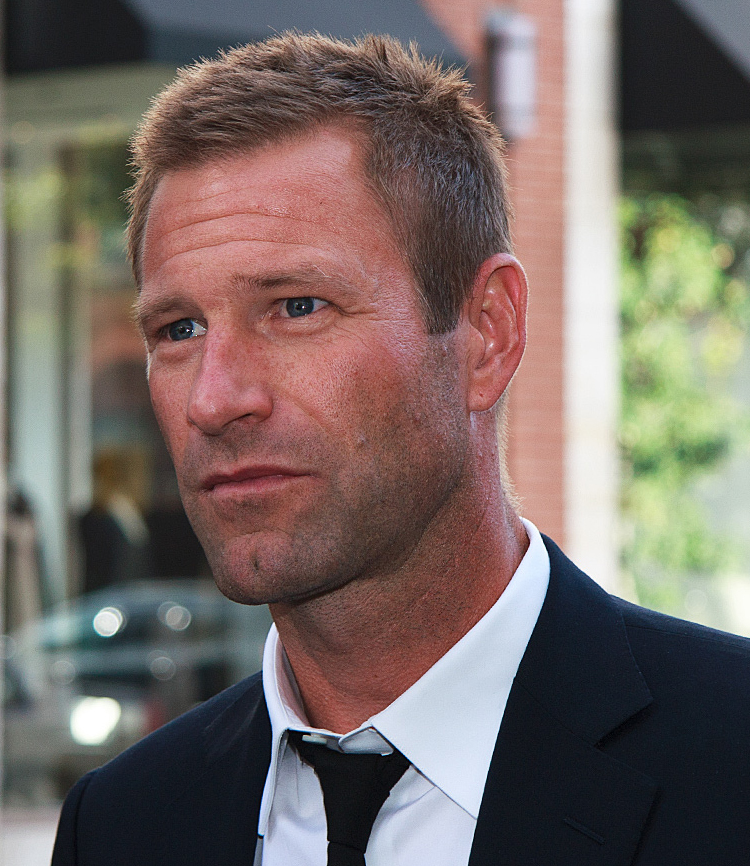
Eckhart no Festival Internacional de Cinema de Toronto, em 2010.

| Ano  | Filme                                                | Título em português                                                                   | Papel                                         | Obs. |
| ---- | ---------------------------------------------------- | ------------------------------------------------------------------------------------- | --------------------------------------------- | --- |
| 1997 | In the Company of Men                                | br: Na Companhia de Homens                                                            | Chad                                          | Independent Spirit Award de melhor performance de estreia Satellite Award de novo talento de destaque |
| 1997 | Slaughter of the Innocents                           |                                                                                       | Ken Reynolds                                  | |
| 1998 | Your Friends & Neighbors                             | br: Seus Amigos, Seus Vizinhos pt: Amigos e Vizinhos                                  | Barry                                         | |
| 1998 | Thursday                                             | br: Quinta-Feira Violenta                                                             | Nick                                          | |
| 1999 | Molly                                                | br: Experimentando a Vida                                                             | Buck McKay                                    | |
| 1999 | Any Given Sunday                                     | br/pt: Um Domingo Qualquer                                                            | Nick Crozier                                  | |
| 2000 | Erin Brockovich                                      | br: Erin Brockovich - Uma Mulher de Talento                                           | George                                        | |
| 2000 | Nurse Betty                                          | br: Enfermeira Betty pt: Betty                                                        | Del Sizemore                                  | |
| 2000 | Tumble                                               |                                                                                       | "Homem"                                       | |
| 2001 | The Pledge                                           |                                                                                       | Stan Krolak                                   | |
| 2002 | Possession                                           | br/pt: Possessão                                                                      | Roland Michell                                | |
| 2003 | The Core                                             | br: O Núcleo - Missão ao Centro da Terra pt: Detonação                                | Dr. Josh Keyes                                | |
| 2003 | The Missing                                          | br/pt: Desaparecidas                                                                  | Brake Baldwin                                 | |
| 2003 | Paycheck                                             | br: O Pagamento pt: Pago Para Esquecer                                                | James Rethrick                                | |
| 2004 | Suspect Zero                                         |                                                                                       | Thomas Mackelway                              | |
| 2004 | Vapor                                                |                                                                                       | Nathaniel Powers                              | |
| 2005 | Neverwas                                             |                                                                                       | Zach Riley                                    | Co-produtor |
| 2006 | Conversations with Other Women                       |                                                                                       | Homem                                         | |
| 2006 | Thank You for Smoking                                | br: Obrigado por fumar                                                                | Nick Naylor                                   | Globo de Ouro de melhor ator - longa-metragem musical ou de comédia Independent Spirit Award de melhor ator Prêmio da St. Louis Gateway Film Critics Association de melhor ator                                                              |
| 2006 | The Wicker Man                                       | br: O Sacrifício pt: O Escolhido                                                      | Cliente da parada de caminhões                | |
| 2006 | The Black Dahlia                                     |                                                                                       | Sgt. Lee Blanchard                            | |
| 2007 | No Reservations                                      | Sem Reservas                                                                          | Nick Palmer                                   | |
| 2007 | Towelhead                                            |                                                                                       | Sr. Vuoso                                     | |
| 2007 | Operation Homecoming: Writing the Wartime Experience |                                                                                       | (voz)                                         | |
| 2008 | Meet Bill                                            |                                                                                       | Bill                                          | Produtor executivo |
| 2008 | The Dark Knight                                      | br: Batman: O Cavaleiro das Trevas pt: O Cavaleiro das Trevas                         | Harvey Dent / Duas-Caras                      | Prêmio da Central Ohio Film Critics Association de melhor elenco People's Choice Award de elenco favorito Prêmio da Broadcast Film Critics Association de melhor elenco Saturn Award de melhor ator coadjuvante Scream Award de melhor vilão |
| 2009 | Love Happens                                         | br: O Amor Acontece pt: Amor Por Acaso                                                | Dr. Burke Ryan                                | |
| 2010 | Rabbit Hole                                          |                                                                                       | Howie Corbett                                 | Indicado – Independent Spirit Award de melhor ator Indicado – Prêmio da San Diego Film Critics Society de melhor ator |
| 2011 | Battle: Los Angeles                                  | br: Invasão do Mundo: Batalha de Los Angeles pt: Invasão Mundial: Batalha Los Angeles | Sgt. Michael Nantz                            | |
| 2011 | The Rum Diary                                        | br: O Diário de Um Jornalista Bêbado pt: O Diário a Rum                               | Sanderson                                     | |
| 2012 | The Expatriate                                       |                                                                                       | Ben Logan                                     | |
| 2013 | I, Frankenstein                                      |                                                                                       | Adam Frankenstein                             | [ 111 ] |
| 2013 | Olympus Has Fallen                                   | br: Invasão à Casa Branca                                                             | Presidente dos Estados Unidos, Benjamin Asher | |
| 2013 | The Drummer                                          |                                                                                       | Dennis Wilson                                 | |
| 2016 | London Has Fallen                                    | br: Invasão à Londres                                                                 | Presidente dos Estados Unidos, Benjamin Asher | |
| 2016 | Sully                                                | br: Milagre no Rio Hudson pt: Sully - O Herói do Rio Hudson                           | Primeiro Oficial Jeff Skiles                  | |
| 2017 | Incarnate                                            | br: Dominação                                                                         | Dr. Seth Ember                                | |